# Visión Quest
Visión Quest es el nombre del segundo álbum del artista puertorriqueño de reguetón, Quest.
El álbum el cual fue lanzado bajo los sellos de Funkytown Music y Quest Studios, contiene 19 canciones y cuenta con colaboraciones de Mr. Chévere, Marcos Witt, Steady & Nito, Alex Zurdo, Melodie Joy y Musiko. De este álbum, salió el rapero Musiko.

## Lista de canciones
| N.º | Título                                                | Duración |  |
| 1.  | «Intro»                                               | 0:29     |  |
| 2.  | «Mi Movida»                                           | 3:28     |  |
| 3.  | «Déjate Llevar»                                       | 3:17     |  |
| 4.  | «Ya Empezó» (featuring Mr. Chévere)                   | 3:19     |  |
| 5.  | «Enciende Una Luz (Reguetón)» (featuring Marcos Witt) | 3:35     |  |
| 6.  | «Siento Tu Presencia»                                 | 3:36     |  |
| 7.  | «Llámalo» (featuring Steady & Nito)                   | 2:42     |  |
| 8.  | «Tu Vida» (featuring Alex Zurdo)                      | 3:23     |  |
| 9.  | «Sorpresas»                                           | 3:06     |  |
| 10. | «Dale Duro»                                           | 2:51     |  |
| 11. | «We Got It» (featuring Melodie Joy)                   | 2:59     |  |
| 12. | «Sueños»                                              | 5:01     |  |
| 13. | «A Él»                                                | 3:35     |  |
| 14. | «Esperando En Ti» (Musiko)                            | 3:17     |  |
| 15. | «Quiero Decirte»                                      | 3:31     |  |
| 16. | «Cuántas Veces» (Karina featuring Quest)              | 3:37     |  |
| 17. | «Llámalo (Instrumental)»                              | 2:45     |  |
| 18. | «Mi Movida (Instrumental)»                            | 3:30     |  |
| 19. | «A Él (Instrumental)»                                 | 3:37     |  |
| 20. | «Sueños (Instrumental)»                               | 4:59     |  |